# Bilderbuch für artige Kinder
Das Bilderbuch für artige Kinder war das einzige, 1897 entstandene Gemeinschaftswerk der Brüder Thomas und Heinrich Mann. Es gilt heute als verschollen.

## Geschichte
Thomas und Heinrich Mann verbrachten die zweite Hälfte des Jahres 1897 gemeinsam in Palestrina und schrieben bzw. zeichneten dort das "Bilderbuch" als Geschenk zur Konfirmation ihrer Schwester Carla. Es handelte sich dabei um ein Unikat, also ein handgeschriebenes und selbst eingebundenes Heft mit Zeichnungen, das nicht zur Veröffentlichung bestimmt, sondern nur als familieninterner Scherz gedacht war. Von Carla gelangte das Buch später an den jüngsten Bruder Viktor dem es, ebenso wie Carla, gewidmet war und der ihm später als Andenken an seine Brüder einen Ehrenplatz in seiner Bibliothek einräumte. Als sich die Kinder Thomas Manns, seine Neffen und Nichten, genauso begeistert von dem Buch zeigten wie er selbst, übergab Viktor es schließlich "als Revanche für eine besonders noble Gabe" der Familie von Thomas. Nach der überstürzten Emigration von Thomas und Katia Mann 1933 (sie waren aus einem Urlaub nicht mehr zurückgekehrt) versuchten Erika und Golo Mann unter teils dramatischen Umständen noch einige wichtige Manuskripte und Dokumente aus dem Münchner Haus der Familie zu holen, andere Stücke wurden mit Hilfe von Freunden noch herausgebracht und ins Exil geschickt nachdem man das Haus zunächst möbliert vermietet hatte um es vor dem Zugriff der Nationalsozialisten zu schützen. Entweder bereits in dieser Zeit oder nach der endgültigen Enteignung des Besitzes 1936, als das verbliebene Inventar versteigert wurde, kam das "Bilderbuch" abhanden. Da die Namen der beiden Autoren in dem Buch nicht erwähnt waren und der inhaltliche Bezug auf die Familie für Außenstehende nicht erkennbar war, vermutete Viktor Mann, das Buch könne achtlos im Müll gelandet oder später im Krieg bei einem neuen Besitzer zerstört worden sein. Es ist bis heute nicht wieder aufgetaucht.

## Inhalt
Das Buch bildete einerseits eine Parodie auf damals übliche Kinderbücher, Unterhaltungsliteratur aber auch ernsthafte literarische Arbeiten, andererseits waren die Zeichnungen Karikaturen auf Figuren aus dem Alltag oder Familienereignisse. So zeigte etwa eine Zeichnung den kleinen Viktor in einem Zug mit der Bildunterschrift "Viko fährt alleine nach Timmendorf", was eine familieninterne Anekdote widerspiegelte, nach der er als Vierjähriger bei Abstimmungen über die nächste Urlaubsreise erklärt hatte, dann würde er eben alleine nach Timmendorf fahren, nachdem man ihn überstimmt hatte. 
Die Gedichte nahmen teilweise bekannte Balladen aufs Korn, teilweise stellten sie ironische Übertreibungen dar. So gab es eine Ballade über den "Raubmörder Bittenfeld" die augenscheinlich an Friedrich Schiller angelehnt war und zahlreiche Anmerkungen enthielt, die vorgeblich von einem Literaturwissenschaftler verfasst waren und "gelehrte" Kommentare aus der Entstehungszeit des Bilderbuches ironisch auf die Spitze trieben. 
Daneben gab es auch noch Illustrationen zu denen sich Carla und Viktor selbst eine Geschichte ausdenken sollten. Nur ein kleiner Teil der Texte, den Familienmitglieder auswendig aufsagen konnten, ist überliefert.  Einige wenige Zeichnungen blieben als Reproduktionen erhalten.